# Livslust
Livslust var ett hälsoprogram, producerat av Sveriges Television i Karlstad, som sändes i SVT2 i olika omgångar under perioden 17 februari 1991-30 december 2002
I programmen, där Ulf Schenkmanis var programvärd, medverkade också läkaren Anders Halvarsson som svarade på tittarnas brevfrågor om sjukdomar och andra medicinska angelägenheter. Halvarsson och Schenkmanis utgav också två böcker i detta ämne.
År 2003 ersattes Livslust av Fråga doktorn.

## Böcker
- Anders Halvarsson-Ulf Schenkmanis: Livslust: TV:s husläkare svarar på tittarnas frågor, Sveriges radio 1992
- Anders Halvarsson-Ulf Schenkmanis: TV-doktorn svarar: liten uppslagsbok över våra vanligaste sjukdomar, Natur och kultur 1999